# 용마산 (충북)
용마산(龍馬山)은 대한민국 충청북도 제천시 한수면에 있는 높이 687m의 산이다. 북쪽에 있는 검단산과 능선으로 연결되어 있다.

## 같이 보기
- 한국의 산